# Kalmane, Sagar
Kalmane là một làng thuộc tehsil Sagar, huyện Shimoga, bang Karnataka, Ấn Độ.